# Castello di Durazzo
Il castello di Durazzo (in albanese: Kalaja e Durrësit) è un castello medievale della città albanese di Durazzo.
Il castello è stato riconosciuto come monumento culturale nel 1948 e nel 1971, con numero 586/4874.

## Storia
Il castello risale al V secolo e fu costruito per volontà dell'Imperatore bizantino Anastasio I Dicoro, originario di Durazzo, dopo il disastroso terremoto che mise in ginocchio la città.
Le mura furono gravemente danneggiate dal terremoto del 1273, rendendo necessario un profondo restauro che però ne ridusse le dimensioni. Durante il dominio veneziano furono costruite diverse torri d'avvistamento lungo il perimetro delle mura, che fu rinforzato dagli ottomani.